# Luis Emilio Velutini
Luis Emilio Velutini (Caracas, 8 de enero de 1953-6 de agosto de 2025) fue un empresario e inversionista venezolano del sector financiero e inmobiliario latinoamericano.
Descendiente de Vicente José María Velutini, inmigrante originario de Córcega que llegó a Venezuela en la década de 1830 y ayudó a reconstruir el Chaguaramal El Batey, población que dio origen a Zaraza, estado Guárico; es el tercero de los cinco hijos de Guillermo José Velutini Agüero y Josefina Urbina Rolando. Se casó con Olga Del Coromoto Manzo (1953), con quien tiene tres hijos: Emiliana, nacida el 4 de diciembre de 1978, Daniela, nacida el 14 de septiembre de 1980 y Luis Emilio, nacido el 17 de junio de 1987.

## Vida profesional
El grupo familiar de los Velutini Agüero participó en la construcción de proyectos como el Club Playa Azul y obras como la Represa Lagartijo.
Junto a su hermano mayor Guillermo José Velutini Urbina fundó el Grupo de Empresas Aguasal en 1976 e impulsó el desarrollo del Hotel Fiesta Inn Aguasal y Club Aguasal.
En la década de los años 90 fundó Fondo de Valores Inmobiliarios junto a Luis García Montoya y Nelson Ortiz.
En el año 1994, junto a su primo Horacio Velutini Sosa, conforma la empresa consultora Velutini & Asociados Asesoría Financiera. En 1995 Velutini & Asociados adquiere el control de la empresa Fondo de Valores Inmobiliarios, con la aprobación de la Comisión Nacional de Valores y su inscripción en la Bolsa de Valores de Caracas.
En 1996, logra que el grupo inmobiliario argentino IRSA y el conocido inversionista George Soros se asocien al Fondo de Valores Inmobiliarios, dando inicio a un proceso de adquisición de activos inmobiliarios y reorientando el negocio al alquiler de espacios de oficina en Caracas para fines corporativos. En 1998 inscribe las acciones del Fondo de Valores Inmobiliarios en el programa de ADR Nivel I del Bank of New York en la Bolsa de Valores de New York (NYSE).
Para el año 2000, alcanza a incorporar como socio estratégico del Fondo de Valores Inmobiliarios a Equity International Properties (EIP), que es un fondo de Inversión liderado por el inversionista norteamericano Samuel Zell, fundador y accionista de Equity Office Properties (EOP) y Equity Residencial Properties.
En el año 2002, encamina al Fondo de Valores Inmobiliarios al nicho de los Centros Comerciales, sobre la base del éxito obtenido en el posicionamiento, gestión y operación del Centro San Ignacio en Caracas. También ha innagurado el centro comercial Tolón Fashion Mall y el centro comercial-oficina Paseo El Hatillo-La Lagunita.
En agosto del año 2010 inauguró, junto al Presidente Leonel Fernández, Blue Mall Santo Domingo en República Dominicana, complejo comercial ubicado en Santo Domingo.
Actualmente, Luis Emilio Velutini continúa siendo Presidente de Velutini & Asociados y del Fondo de Valores Inmobiliarios, y desarrolla Blue Mall St. Maarten y Blue Mall Punta Cana.

## Responsabilidad Social Empresarial
Preside la Fundación Fondo de Valores Inmobiliarios, que desde su creación en el año 2003 se ha dado la tarea de mejorar la calidad de vida de los más necesitados a través del financiamiento de proyectos de inversión social. El trabajo directo con las comunidades, sus programas de capacitación, el apoyo a sus trabajadores y la promoción de un muy dispuesto voluntariado, se le suman a los donativos que a través de la Fundación, Luis Emilio Velutini hace a las Organizaciones No Gubernamentales que apoyan a grupos minoritarios.
Otra de las labores sociales que apoya Luis Emilio Veluitni  es la desarrollada la Fundación Grupo Velutini la su hija  cual es presidida por su hija Emliana Velutini,  esta fundación está enfocada en el trasplante de riñón para niños de escasos recursos con insuficiencia renal crónica en la República Dominicana